# Barrinabeh
Barrinabeh (Barinabeh), auch Barry Nabeh (Berry Narbeh), ist eine Ortschaft im westafrikanischen Staat Gambia.

## Geographie
Barrinabeh liegt im Distrikt Sandu der Upper River Region auf einer Höhe von 40 m, etwa einen Kilometer nördlich befindet sich die Staatsgrenze zum Senegal (Département Tambacounda). Nächstgelegene Ortschaften sind Tabuchindeh im Norden und Sare Sillery im Süden.

## Einwohner
Bei der Volkszählung 1993 hatte die Ortschaft 117 Einwohner, darunter 63 Frauen und 54 Männer. 108 Dorfbewohner waren gambische Staatsbürger, davon 69 Angehörige der Fula und 39 Mitglieder der Serahule. Bei der Volkszählung 2013 betrug die Einwohnerzahl 163, darunter 80 Frauen und 83 Männer mit folgender Altersstruktur: 43 Personen unter sieben Jahren, 35 Personen zwischen sieben und vierzehn Jahren, 71 Personen zwischen 15 und 49 Jahren, 14 Personen über 50 Jahren.

## Wirtschaft
Das Barinabeh Village Develop Committee, eine Community Based Organization, unterstützt den Ackerbau und die Viehzucht in der Ortschaft.